# Villalengua
Villalengua (aragónul Villa Luenga) község Spanyolországban,  Zaragoza tartományban. Villalengua Cihuela, Torrijo de la Cañada, Villarroya de la Sierra, Cervera de la Cañada, Moros, Ateca és Embid de Ariza községekkel határos. Lakosainak száma 289 fő (2024).

## Népesség
A település népessége az utóbbi években az alábbiak szerint változott:
| Lakosok száma | 430  | 395  | 389  | 387  | 386  | 360  | 324  | 313  | 287  | 289  |
|               | 2001 | 2004 | 2007 | 2009 | 2012 | 2014 | 2017 | 2019 | 2022 | 2024 |